# Chaiserstock (Lidernen)
Der Chaiserstock ist ein 2515 m ü. M. hoher Berg in den Schwyzer Alpen in der Schweiz.

## Geographie
Der Gipfel des Chaiserstocks liegt auf der Grenze der Kantone Schwyz und Uri zwischen dem Riemenstaldertal im Nordwesten und dem oberen Hürital im Südosten. Seine Flanken liegen auf dem Gebiet der Gemeinden Riemenstalden, Muotathal und Bürglen. Das Gebiet der Gemeinde Riemenstalden reicht nicht bis ganz zum Gipfel, beinhaltet aber die Alp Lidernen, die vom Chaiserstock und den benachbarten Gipfeln Fulen und Rossstock umrahmt wird. Der Chaiserstock ist der höchste Gipfel einer Bergkette, die vom Rophaien im Westen bis zum Wiss Nollen im Osten verläuft und durch die Chinzig Chulm von der Berggruppe des Schächentaler Windgällen getrennt ist.

## Alpinismus
Das Lidernengebiet ist im Sommer wie im Winter ein beliebtes Ausflugsziel. Der Chaiserstock kann über einen anspruchsvollen Alpinwanderweg von der Lidernenhütte über das Chaisertor (2338 m) erwandert werden, wobei der oberste Teil ausgesetzt und ähnlich wie ein Klettersteig mit Drahtseilen gesichert ist. Die Schwierigkeit wird im oberen Teil mit T4+ auf der SAC-Wanderskala bewertet. Durch die Felswände des Chaiserstocks führen über zehn Kletterrouten im Schwierigkeitsgrad 3c bis 6c. Im Winter ist der Chaiserstock das Ziel von Skitouren oder Schneeschuhtouren und wird auf der SAC-Skitourenskala mit ZS (ziemlich schwierig) bewertet.